# José Aparecido Hergesse
José Aparecido Hergesse OTheat (* 15. Juli 1957 in Paranapanema) ist seit 2010 Generalprokurator der Theatiner beim Heiligen Stuhl, Generalkonsultor und Präsident des gemeinschaftlichen Lebens der säkularen Familie der Theatiner.

## Leben
Nach vorbereitenden Studien trat er den Theatinern bei, bei denen er sein Ordensgelübde am 7. Mai 1983 ablegte. Er studierte Philosophie an der Philosophischen Fakultät des Klosters São Bento in São Paulo und Theologie an der Päpstlichen Universität Gregoriana in Rom. Am 26. Januar 1985 wurde er zum Priester geweiht. Er bekam ein Lizenziat in Theologie an der Päpstlichen Theologischen Fakultät Nossa Senhora da Assunção in der Erzdiözese São Paulo und ein Lizenziat in Biblischer Theologie an der Päpstlichen Universität Gregoriana in Rom.
Er hatte folgende Positionen inne: Pfarrvikar von Fartura im Bistum Ourinhos und Rektor des Knabenseminars (1985–1987), Pfarrer von São Geraldo und Regens des Priesterseminars (1987–1990), Pfarrer von Fartura (1992–1994), Pfarrvikar in São Domingo da Prata im Bistum Itabira-Fabriciano (1995–1997), Professor am Priesterseminar, Pastor in Taquarituba (1998–2007), Generalvikar des Bistums Itapeva (2001–2007), Provinzial der Theatiner in Brasilien (2001–2004), Pfarrer der Gemeinde São Lucas im Erzbistum Sorocaba (2007–2009), Professor für biblische Theologie und Spiritual des Erzbischöflichen Priesterseminars (2007–2009).
Papst Benedikt XVI. ernannte ihn am 4. Mai 2011 zum Weihbischof in Vitória und Titularbischof von Assava. Als Wahlspruch wählte er Ut ministraret. Vor der Bischofsweihe, die am 25. Juni 2011 stattfinden sollte, trat er aufgrund gesundheitlicher Gründe seiner Mutter am 9. Juni 2011 zurück.